# Островский, Леонид Альфонсович
Леони́д Альфо́нсович Остро́вский (латыш. Leonīds Ostrovskis, укр. Леонід Альфонсович Островський; 17 января 1936, Рига — 16 апреля 2001, Киев) — советский футболист, защитник. Мастер спорта (1959), мастер спорта международного класса (1966), заслуженный мастер спорта СССР (29.11.1991).
Участник чемпионатов мира 1958, 1962, 1966.

## Биография
Отец — кожевенник, работал на заводе, мать — домохозяйка. Отец умер от травмы, полученной на заводе (оторвало руку), когда Леониду было 8 лет.
В раннем возрасте пошёл работать на завод «Гидрометприпор», был слесарем-сборщиком. Состоял в ВЛКСМ. С 1948 занимался в ДЮСШ ВЭФ, а через некоторое время — в ДЮСШ «Даугава», играл в линии нападения. Вместе с юношами «Даугавы» выиграл в 1953 юношеское первенство СССР по футболу у «Торпедо». Именно в финале, выигранном со счетом 5:3, Островский впервые был переведен в линию обороны на левый край (из-за травмы основного игрока защиты).
В 1954 Островского в числе других 8-ми юношей-победителей взяли в основной состав «Даугавы». Провел 29 игр.
26 апреля 1956 после календарной игры «Даугавы» в Харькове получил приглашение Константина Бескова перейти в московское «Торпедо». Основным аргументом для Островского стала возможность играть в сборной СССР. Однако Островский поначалу не попадал даже в основу «Торпедо». Впервые вышел на поле во 2-м круге, а вскоре Бесков клуб покинул . Новый тренер Маслов возможности игрока видел и выдвинул его в основу.
В 1958 впервые вызван в сборную СССР, готовился к ЧМ 1958. Но на турнире не сыграл. Через 4 года сыграл на ЧМ 1962.
В «Торпедо» был чемпионом и призёром первенств, обладателем и финалистом Кубка СССР.
В 1963 перешёл в киевское «Динамо», что вызвало негативную реакцию у начальников команды «Торпедо». Игрока обещали дисквалифицировать и почти полгода вынудили не играть: Островский играл на первенство Киева и выступал в дубле киевлян под чужой фамилией. Но в итоге разрешили играть, и Островский сразу стал игроком основы.
В 1966 Островского снова вызвали в сборную СССР на тренировочный сбор перед ЧМ 1966.
В 1968 из-за травмы завершил карьеру. Стал тренером школы киевского «Динамо» (1968, 1971, 1972—1974, 1994—?).
Главный тренер «Днепра» Черкассы (1971, с сентября), клубной команды «Скури» из города Цаленджиха (1975—1976).
После развода с женой в 1976 ушёл из футбола, жил в Киеве, работал бригадиром грузчиков на винзаводе. Позже работал грузчиком на табачной фабрике, затем начальником участка в РСУ. Кроме того, восстанавливал памятники в мастерской Киево-Печерской лавры.
В 1990-е работал в горсовете «Динамо».
Вошёл в символическую сборную Украины XX века.
Похоронен на Байковом кладбище в Киеве.

## Достижения

### Командные
- Чемпион СССР (4): 1960, 1966, 1967, 1968
- Обладатель Кубка СССР (3): 1960, 1964, 1966

### Личные
- В списке 33-х лучших футболистов сезона в СССР (5): № 2 (1957, 1960, 1961, 1965); № 3 (1966)

## Семья
Был женат вторым браком, с первой женой прожил 19 лет.